# Enes intinctus
Enes intinctus är en skalbaggsart som beskrevs av Francis Polkinghorne Pascoe 1864. Enes intinctus ingår i släktet Enes och familjen långhorningar. Inga underarter finns listade i Catalogue of Life.